# Эйкозаноиды

Пути биосинтеза эйкозаноидов из арахидоновой кислоты

Эйкозаноиды — окисленные производные полиненасыщенных жирных кислот, содержащих 20 углеродных атомов (отсюда их название «eicosa», что по-древнегречески означает «двадцать»), — дигомо-γ-линоленовой (эйкозатриеновой, С20:3), арахидоновой (эйкозатетраеновой, С20:4), тимнодоновой (эйкозапентаеновой, С20:5). Пищевыми источниками полиненасыщенных жирных кислот являются растительные масла, рыбий жир и препараты омега-3-жирных кислот. Эйкозаноиды участвуют во множестве процессов, таких как рост мышечной ткани, раздражение и реакциях иммунитета на введенные токсины и патогены. Некоторые эйкозаноиды являются нейромедиаторами и гормонами.

## Классификация
Все эйкозаноиды подразделяются на серии в зависимости от исходных полиненасыщенных жирных (карбоновых) кислот. Наиболее активным предшественником является входящая в состав непищевых фосфолипидов плазматических мембран арахидоновая (20:4) кислота, так как ее содержание в составе фосфолипидов организма человека значительно больше остальных. В свободной форме в клетках ее содержится очень мало. Освобождается из фосфолипидного бислоя мембраны при действии фосфолипазы А2 (PLA2) (3.1.1.4) мембран клеток в ответ на определенные стимулы. В меньшем количестве для синтеза эйкозанойдов используются дигомо-γ-линоленовая (20:3) и тимнодоновая (20:5). Так, продуктам преобразований этих кислот присваивается индекс по числу оставшихся после преобразований двойных связей, и указывается в конце буквенного сокращенного обозначения. Они проходят одинаковые пути преобразований. Выделяют несколько семейств эйкозаноидов как воспалительных так и противовоспалительных.
- Простаноиды группа семейств эйкозаноидов объединенных общими промежуточными метаболитами арахидоновой кислоты — PGG2 и PGH2:
  - Простагландины (PG) — вызывают сокращение или расслабление гладкой мускулатуры, оказывают влияние на давление крови, деятельность сердечной мышцы, эндокринной системы, состояние бронхов, кишечника, матки. Они ответственны за воспалительные или аллергические реакции организма, влияют на транспорт ионов через некоторые мембраны, регулируют секрецию воды и натрия почками, контролируют передачу нервного импульса через синапс. Они не образуются, в каких-либо эндокринных железах, а синтезируются клетками самых разных тканей. Физиологическое действие одного и того же простагландина в разных тканях может быть различным. Включают следующие метаболиты арахидоновой кислоты — PGE2, PGA2, PGC2, PGB2, PGF2α, PGD2, PGJ2 и некоторые их производные 15-keto-PGF2α, 11-epi-PGF2α, Δ12-PGJ2, 15-deoxy-Δ12,14-PGJ2.
  - Простациклины или простагландин I (PGI) — является мощным фактором, препятствующим агрегации тромбоцитов, выступая в роли биологического антагониста тромбоксина А2, образуются в эндотелиальных клетках эндокарда и сосудов. Этот эффект особенно важен при массивном повреждении ткани, когда COX2-ассоциированный синтез простациклина становится противовесом локальным и системным прокоагулянтным сдвигам. Аналогичная ситуация наблюдается при формировании атеросклеротической бляшки, когда индуцированный воспалительными стимулами синтез PGI2 выполняет защитную функцию, препятствуя развитию тромбоза. Действие простациклина опосредовано рецептором IP, который широко представлен на тромбоцитах, гладких мышечных клетках и эндотелии. Помимо влияния на тромбообразование, PGI2 вызывает вазодилатацию и повышение проницаемости сосудов, что имеет большое значение для формирования воспалительного отека. Включают следующий метаболит арахидоновой кислоты — PGI2 и его производное 6-keto-PGF1α.
  - Тромбоксаны (TX) — особая разновидность простаноидов образующихся в тромбоцитах — влияют на свертываемость крови. Тромбоксан А2 (TXА2) — один из наиболее значимых участников воспалительного процесса. Локальный тромбоз, возникающий вследствие активации тканевого тромбопластина, сопровождается агрегацией тромбоцитов и усилением синтеза TXА2, который привлекает и активирует новые кровяные пластинки. Чрезмерная агрегация тромбоцитов приводит к повышению артериального давления, образованию тромбов и закупорке сосудов. Включают следующие метаболиты арахидоновой кислоты — TXA2, TXB2.
- Лейкотриены (LT) — их физиологическое действие выражается в сильном сокращении гладких мышц в некоторых органах, что ведет к сужению их полости, например сужение кровеносных сосудов в определенных ситуациях или как участники развития аллергических реакций и «провокаторы» бронхоспазма при бронхиальной астме, вызывают секрецию слизи. Лейкотриены также выступают в роли мощного хемоаттрактанта, привлекающего в область воспаления и активирующего моноциты, нейтрофилы и эозинофилы. Активной формой лейкотриенов являются их соединения (через серу) с глутатионом или цистеинном. Взаимозависимые LTC4, LTD4 и LTE4 — ведущие участники аллергических реакций; взаимодействуя с соответствующими рецепторами (cysLT1 и cysLT2) на поверхности эндотелиальных и гладкомышечных клеток, они способствуют повышению проницаемости сосудов, экссудации плазмы и спазму гладких мышц, что, как уже было отмечено, особенно значимо для развития приступа бронхиальной астмы. Их эффект близок к действию гистамина и брадикинина, однако концентрация лейкотриенов, которая необходима для развития типичных проявлений аллергической реакции, в сотни раз меньше. LTВ4 имеет несколько иную химическую структуру (в ней отсутствует пептид глутатион) и играет особую роль в формировании воспалительного каскада. Этот лейкотриен, для которого выделено несколько рецепторов (собственные BLT1, BLT2 и PPARα), привлекает и активирует нейтрофилы, моноциты и лимфоциты, способствуя синтезу цитокинов и антител. Аналогичный эффект оказывает биохимический «родственник» LTВ5, который является производным эйкозапентоеновой кислоты. Он является антиаллергеном и расширяют бронхи. Включают следующие метаболиты арахидоновой кислоты — 5-HPETE, LTA4, LTC4, LTD4, LTE4, LTF4, LTB4.
- Эоксины (EX) — этот класс эйкозаноидов очень близок по структуре и функции к лейкотриенам. Они синтезируются в тучных клетках, базофилах и эозинофилах из арахидоновой кислоты. Биологические эффекты эоксинов связаны с развитием аллергии: они вызывают повышение проницаемости сосудов и экссудацию плазмы, что приводит к появлению местного отека тканей. Кроме того, эоксины играют важную роль в развитии ряда злокачественных новообразований, в частности, они активно синтезируются клетками лимфомы Ходжкина, аденокарциномы кишки и рака предстательной железы. Включают следующие метаболиты арахидоновой кислоты — 15-HPETE, 15-HETE, EXA4, EXC4, EXD4, EXE4.
- Гепоксилины (Hx) — еще одно семейство эйкозаноидов, представляющих собой мощные воспалительные медиаторы. Их образование происходит из арахидоновой кислоты по пути подобному как у лейкотриенов и эоксинов. Принимают активное участие в развитии воспалительной реакции, вызывая миграцию нейтрофилов, повышая проницаемость капилляров и способствуя экссудации плазмы. В частности, известна значительная роль HxА3 и HxВ3 в развитии кожного воспаления при псориазе. Важным биологическим эффектом гепоксилинов является влияние на развитие гипералгезии и аллодинии, опосредованное взаимодействием с катионными каналами ноцицепторов — TRPV1 и TRPA1. Кроме того они могут снижать системное артериальное давление, оказывать антиагрегантное действие, блокируя рецепторы TXА2, усиливать образование ROS и способствовать выработке эндогенного инсулина. Включают следующие метаболиты арахидоновой кислоты — 12-HPETE, HxA3, HxB3.
- Эпоксиэйкозатриеновые кислоты (EET) — короткоживущие тканевые гормоны, регулирующие многие важные функции организма. Они оказывают сосудорасширяющее (на уровне артериол) и дезагрегационное действие, улучшая микроциркуляцию и способствуя восстановлению тканей после ишемического повреждения (в частности, после инфаркта миокарда и ишемического инсульта). EET снижают системное артериальное давление и усиливают диурез за счет торможения канальцевой реабсорбции натрия и воды в почках, способствуют клеточной пролиферации, оказывают эндокринное действие (в частности, уменьшая выделение инсулина, глюкагона и соматостатина) и др. После взаимодействия с рецепторами PPARα и PPARγ эти субстанции реализуют четкий противовоспалительный эффект. EET подавляют экспрессию эндотелиальных молекул адгезии, таких как VCAM1, ICAM1 и E-селектин, снижают активность COX2 и синтез PGЕ2, препятствуют хемотаксису моноцитов и замедляют пролиферацию гладкомышечных клеток сосудов. Включают следующие метаболиты арахидоновой кислоты — 5,6-EET3, 8,9-EET3, 11,12-EET3, 14,15-EET3.
- Липоксины (Lx) — относятся к особому классу специализированных субстанций, индуцирующих разрешение воспалительной реакции. Как и многие другие эйкозаноиды, они образуются из арахидоновой кислоты. По сути, липоксины являются ответвлением от семейства лейкотриенов. Так, в тромбоцитах они могут появляться путем преобразования неустойчивого предшественника всех лейкотриенов — LTА4 — при помощи фермента LOX12. В настоящее время хорошо изучены два представителя семейства Lx — LxA4 и LxB4, биологические эффекты которых реализуются через специальный рецептор ALX. Они подавляют воспалительную реакцию. Их действие приводит к замедлению хемотаксиса и миграции в область воспаления макрофагов и нейтрофилов, блокаде синтеза ROS, а также прерыванию воспалительных сигнальных путей, в частности активации NF-κB. Это вызывает снижение синтеза воспалительных цитокинов, таких как ИФНγ, ИЛ1 и ИЛ6. Lx выступают прямыми антагонистами LT, блокируя их рецептор CysLT1. Принимают активное участие в работе М2, которые фагоцитируют «отработанные» клетки воспалительного ответа, стимулируя их апоптоз. Известна «искусственная» разновидность Lx — эпилипоксины (epi-Lx), которые появляются на фоне приема аспирина. Этот препарат необратимо связывает COX2, а образующийся при этом комплекс может проявлять измененную ферментативную липооксигеназную активность, конвертируя арахидоновую кислоту в epi-LxА4. Эта субстанция, обозначаемая также как aspirin-triggered lipoxin (ATL) характеризуется выраженным противовоспалительным действием. Синтез epi-Lx считается одним из важных механизмов терапевтического действия аспирина. Включают следующие метаболиты арахидоновой кислоты — LxA4, LxB4 и их производные 15-epi-LxA4, 15-epi-LxB4.

Другие эйкозаноиды синтезируемые из цервоновой (докозагексаеновой, 22:6) кислоты. Их вернее называть докозаноиды, так как число углеродных атомов равно 22, но в литературе устоялось название «неклассические» эйкозаноиды.
- Резолвины (Rv) — характеризуются различными биологическими эффектами, направленными на прекращение агрессии клеток воспалительного ответа и прогрессирования воспалительной реакции: предотвращают хемотаксис и миграцию макрофагов и нейтрофилов в область воспаления; блокируют внутриклеточные сигнальные пути (в частности, связанные с активацией NF-κB) и продолжение синтеза воспалительных цитокинов (ФНОα, ИЛ1 и 6, ИНФγ) и хемокинов (CXСL2, 5, 8), способствуют выработке противовоспалительных цитокинов (ИЛ10); блокируют воспалительные эффекты PG и LT; способствуют апоптозу «отработавших» нейтрофилов, эозинофилов, базофилов и лимфоцитов; стимулируют дифференцировку макрофагов по «альтернативному» пути (в М2); стимулируют фагоцитоз подвергшихся апоптозу клеток «воспалительного ответа» (эффероцитоз); предотвращают развитие гипералгезии и аллодинии, стабилизируя нейрональные рецепторы TRPV1-4; стимулируют «невоспалительный» фагоцитоз адипоцитов макрофагами, ассоциированными с жировой тканью. Помимо естественных Rv, существует особая субпопуляция этих соединений, появление которых индуцируется противовоспалительной терапией. Они появляются на фоне лечения низкими дозами аспирина и статинами (в частности, аторвастатином). Эти соединения обозначают как AT-РВD и АТ-РВЕ (Aspirin-Triggered Resolvin). Их биологические эффекты аналогичны действию обычных Rv. Включают следующие метаболиты цервоновой кислоты — RvD1-6, RvТ1-4
- Протектины (Pt) — синтезируются во многих клетках, в частности нейронах, клетках мозга, Т-хелперах, эпителии сетчатки, активированных нейтрофилах и др. Это вещество обладает противовоспалительным и нейропротекторным потенциалом, который реализуется путем блокады внутриклеточных сигнальных путей (NF-κB), снижения экспрессии COX2 и подавления синтеза простагландинов. PtD1 участвует в регуляции синтеза белков семейства B-cell lymphoma 2 (BCL2), расположенных на поверхности митохондрий и оказывающих мощное антиапоптотическое действие, связанное, в частности, с ингибицией ферментов каспаз. Имеются данные, что снижение синтеза PtD1 может играть важную роль в развитии таких нейродегенеративных заболеваний, как болезнь Альцгеймера, а также вирусных инфекций. Включают следующие метаболиты цервоновой кислоты — PtD1, 22-hydroxy-PtD1, PtDX, 10-epi-PtD1.
- Марезины — стимулируют дифференциацию М2, эффероцитоз, активацию Трег-лимфоцитов, снижают синтез воспалительных цитокинов и выраженность гипералгезии за счет стабилизации нейрональных каналов TRPV1. Включают следующие метаболиты цервоновой кислоты — марезин 1 и марезин 2.

## Номенклатура
Эйкозаноиды (eicosa-, др.-греч. — двадцать) это общий термин для всех окисленных производных 20-членных жирных кислот.
- Эйкозапентаеновая кислота — ω-3 жирная кислота с 5 двойными связями
- Арахидоновая кислота — ω-6 жирная кислота с 4 двойными связями
- Дигомо-γ-линолевая кислота — ω-6 жирная кислота с 3 двойными связями

Названия эйкозаноидов всегда состоят из четырёх символов. Две буквы, обозначающие к какой группе эйкозаноидов относится данное вещество. Далее идет одна из букв английского языка (в зависимости от строения и функции). Затем идет индекс, показывающий количество двойных связей в молекуле.
Примеры:
- Простаноид, синтезированный из эйкозапентаеновой кислоты, имеющий три двойных связи (PGG3, PGH3, PGI3, TXA3)
- Простаноид, синтезированный из арахидоновой кислоты, имеющий две двойных связи (PGG2, PGH2, PGI2, TXA2)

В зависимости от исходной жирной кислоты все эйкозаноиды делят на три группы:
- Первая группа образуется из эйкозотриеновой кислоты. Хотя в продуктах растительного происхождения этой кислоты нет, она способна образовываться в клетках при удлинении линолевой кислоты (С18:3). Для этой группы в соответствии с числом двойных связей простагландинам и тромбоксанам присваивается индекс 1, лейкотриенам — индекс 3: например, PgE1, PgI1, TxA1, LtA3.
- Вторая группа синтезируется из арахидоновой кислоты (С20:4), по тому же правилу эйкозаноидам этой группы присваивается индекс 2 или 4: например, PgE2, PgI2, TxA2, LtA4.
- Третья группа эйкозаноидов производится из тимнодоновой кислоты (С20:5), по числу двойных связей присваиваются индексы 3 или 5: например, PgE3, PgI3, TxA3, LtA5.

Подразделение эйкозаноидов на группы имеет клиническое значение, так как их активность напрямую зависит от числа двойных связей. Особенно это изучено и ярко проявляется на примере простациклинов и тромбоксанов. В ряду простациклинов от PgI1 до PgI3 возрастает антиагрегационная и вазодилататорная активность, в ряду Tx1 до Tx3 снижается проагрегационая и вазоконстрикторная активность. В целом вязкость крови и тонус сосудов весьма существенно понижаются, что актуально для больных гипертензией.
Результирующим эффектом использования в пищу полиненасыщенных жирных кислот является образование тромбоксанов и простациклинов с большим числом двойных связей, что сдвигает реологические свойства крови к снижению вязкости, понижению тромбообразования, расширяет сосуды и улучшает кровоснабжение тканей. Наличие лейкотриенов с 5 двойными связями активирует лейкоциты и ускоряет течение воспалительных реакций, предотвращая их хронизацию. Интересно, что PgE1 (то есть, в его молекуле имеется всего одна двойная связь) препятствует расщеплению жира в жировой ткани.